# Psilopygoides oda
Psilopygoides oda är en fjärilsart som beskrevs av William Schaus 1905. Psilopygoides oda ingår i släktet Psilopygoides och familjen påfågelsspinnare. Inga underarter finns listade.